# Robbie Findley
Robbie Findley (ur. 4 sierpnia 1985 w Phoenix, Arizona) – amerykański piłkarz grający na pozycji środkowego napastnika.

## Kariera klubowa
Karierę zaczynał w młodzieżowych drużynach Oregon State Beavers. W 2005 roku podpisał kontrakt z drużyną Boulder Rapids. Tam grał do 2006 roku, zagrał w 18 występach swojej drużyny, strzelając 16 bramek. W 2007 roku przeniósł się do Los Angeles Galaxy, lecz tam zagrał tylko w 9 występach zdobywając 2 bramki. W tym samym roku podpisał więc kontrakt z Real Salt Lake, gdzie grał do końca 2010 roku, kiedy podpisał dwuipółletni kontrakt z angielskim Nottingham Forest. W 2012 roku był wypożyczony do Gillingham F.C. W 2013 roku wrócił do Real Salt Lake. W 2015 grał w Toronto FC, a w 2016 przeszedł do Rayo OKC.

## Kariera reprezentacyjna
Robbie Findley wystąpił dotychczas w 11 spotkaniach reprezentacji USA. Na razie nie zdobył żadnej bramki, i gra bez większych osiągnięć. W 2009 roku Bob Bradley powołał go na Puchar Konfederacji. Nie zagrał na nich jednak ani minuty. Pojechał także na MŚ 2010 w RPA, tam wystąpił w 2 meczach grupowych i 1/8.